# Nematolepis rhytidophylla
Nematolepis rhytidophylla är en vinruteväxtart som först beskrevs av Albr. & N.G. Walsh, och fick sitt nu gällande namn av Paul G. Wilson. Nematolepis rhytidophylla ingår i släktet Nematolepis och familjen vinruteväxter. Inga underarter finns listade i Catalogue of Life.